# Clavariaceae
A Clavariaceae é uma família de fungos da ordem Agaricales. Originalmente, a família continha a maior parte dos fungos clavarioides, mas em seu consenso atual é mais restrita, embora com uma maior diversidade de formas de basidiomas. Os basidiomas são clavarioides (parecidos com coral) ou agaricoides (em forma de cogumelo), menos comumente corticioides (efusivos, semelhantes a crostas) ou hidnoides (com espinhos pendentes).

## Taxonomia

### História
A Clavariaceae foi originalmente circunscrita (como "Clavariae") pelo botânico e micologista francês François Fulgis Chevallier em 1826. Foi uma das cinco famílias (juntamente com Agaricaceae, Hydnaceae, Polyporaceae e Thelephoraceae) que Elias Fries usou para dividir as Agaricales e Aphyllophorales em sua influente obra Systema Mycologicum. A família serviu como um local conveniente para todos os gêneros que contêm espécies com basidiomas superficialmente semelhantes a uma clava ou um coral. Primeiro foi Marinus A. Donk e depois Edred J. H. Corner que perceberam que, nesse sentido amplo, a família não era um conjunto filogenético natural de espécies relacionadas. Corner publicou sua monografia mundial em 1950 (revisada em 1967 e atualizada em 1970), introduzindo conceitos modernos de muitos gêneros de fungos clavarioides [en]. Corner incluiu três gêneros em seu conceito de Clavariaceae: Clavaria, Clavulinopsis e  Ramariopsis.

### Status atual
A análise filogenética molecular, com base na análise cladística das sequências de DNA, confirmou o conceito de Corner sobre a Clavariaceae, mas o ampliou para incluir agáricos (cogumelos com lamelas) nos gêneros Camarophyllopsis, Hodophilus, e Lamelloclavaria. Os gêneros clavarioides Clavicorona, Hirticlavula, e um conceito revisado de Ceratellopsis também estão incluídos, assim como o gênero  fungo hidnoide Mucronella e o gênero corticioide Hyphodontiella.

## Habitat e distribuição
A família tem distribuição mundial, embora muitas espécies individuais sejam mais localizadas. Os basidiomas de Hirticlavula, Hyphodontiella e Mucronella ocorrem em madeira morta e, portanto, são normalmente encontrados em florestas. As espécies dos demais gêneros também podem ser encontradas em florestas, mas na Europa são mais típicas de pastagens antigas pobres em nutrientes.

## Ecologia
Presume-se que as espécies lignícolas sejam saprófitas, fungos decompositores de madeira; as espécies de Ceratellopsis ocorrem em folhas mortas e lixo e também se presume que sejam saprófitas. Os demais membros da Clavariaceae são considerados biotróficos, alguns formando associações com plantas ericáceas.